# Região Administrativa de Dubăsari
A Região Administrativa de Dubăsari (Russo: Dubossary) é uma região administrativa da  Transnístria. Em 1989, a população de sua capital, Dubăsari estava em torno de 34.000 habitantes.  Atualmente, acredita-se que a cidade tem aproximadamente metade deste valor.  O nome da cidade deriva da palavra "dubas", que significa barco.
Diferentemente de outras cidades da Transnístria, a população majoritária da cidade de Dubasari é romena, enquanto que ucranianos e Russos representam minorias. No começo dos anos 1990, o lugar foi palco da luta pela independência da Transnístria contra a Moldávia.